# Ion plating
Ion plating, conosciuto anche come IP plating, è una tecnica usata per formare una ricopertura sui metalli e le leghe, ottenuta tramite la deposizione fisica del vapore. Essa consiste più specificatamente nel bombardamento periodico della superficie da trattare con un flusso di particelle ionizzate. 
Tale superficie è immersa in un gas inerte (spesso argon), insieme ad altri materiali ricoprenti. Successivamente, viene innalzata la temperatura ed applicato un arco elettrico in modo tale da far evaporare la componente metallica del materiale coprente. Le particelle ionizzate sono accelerate ad un'alta energia e quando tali particelle arrivano ad alta energia sulla superficie da placcare, viene a formarsi una pellicola.  
La maggior differenza tra la ion plating e la sputter deposition è il modo in cui vengono create la particelle ionizzate. In particolare, mentre nel primo caso l'evaporazione avviene tramite un arco voltaico, nel processo dello sputtering gli ioni sono creati tramite il bombardamento con ioni di argon.
Il concetto e le applicazioni dello ion plating sono state esplicitate da Donald M. Mattox nel 1964.
La tecnica è ampiamente utilizzata nel mondo della gioielleria per creare gioielli in acciaio con colorazioni più durature e stabili nel tempo. 